# Arve Seland
Pour les articles homonymes, voir Seland.
Arve Seland (né le 12 décembre 1963 à Arendal en Norvège) est un joueur de football norvégien.

## Biographie
Seland a joué douze matchs en sélection avec l'équipe de Norvège entre 1984 et 1987, et a inscrit un seul but en amical contre l'Égypte en 1984. Il a également participé aux JO de 1984 à Los Angeles.
En club, il a terminé meilleur buteur du championnat de Norvège lors de la saison 1986 avec douze buts. 
En raison de problèmes à la hanche, il a dû arrêter très tôt sa carrière, à l'âge de 26 ans. Il travaille aujourd'hui comme coordinateur technique au club du Fotballklubben Jerv.